# Sam Armato
Samuel Armato, auch Sam Armato bzw. Sammy Armato, (* 1916 in Rockford (Illinois); † 31. Dezember 2014 in West Bend, Wisconsin) war ein US-amerikanischer Swing-Musiker (Saxophon, Klarinette), der im Raum Milwaukee aktiv war.

## Leben
Sam Armato wuchs in der Nähe von Chicago auf und lernte mit zehn Jahren Geige, bevor er mit 12 Jahren zum Saxophon wechselte. Er tourte in der Band von Joe Kayser, gehörte dann der Band von  Wild Bill Davison an und spielte 1940 bei Woody Herman and His Orchestra, bei dessen Plattensessions für Decca Records er mitwirkte (Blues On Parade – The Original American Decca Recordings). Ferner begleitete er die Andrews Sisters. Während des Zweiten Weltkriegs diente er als Musiker in der U.S. Army Air Force Band. In den Nachkriegsjahren leitete er eine eigene Band in Nachtclubs. Von 1965 arbeitete er bei dem Radiosender WTMJ als Musikbibliothekar, bis er 1981 in Ruhestand ging. Er trat weiterhin auf lokaler Ebene auf, u. a. mit Grant Krueger's Orchestra und Bill Sargent's Swing Kings. Er starb im Alter von 98 Jahren an den Folgen einer Alzheimer-Erkrankung. Im Bereich des Jazz war er zwischen 1940 und 1960 an vier Aufnahmesessions beteiligt.